# Félix Faure
Félix Faure (30. ledna 1841 Paříž – 16. února 1899 Paříž) byl francouzský politik a francouzský prezident v letech 1895 až 1899. Zemřel v úřadu.
Pocházel z chudé rodiny a v mládí pracoval jako koželuh, postupně se vypracoval na významného obchodníka s kůží v Le Havre. Roku 1865 se stal svobodným zednářem a podporoval opozici proti Napoleonovi III. V letech 1870 až 1873 byl místostarostou Le Havru a řídil obranu města za prusko-francouzské války. Od roku 1881 byl poslancem francouzského parlamentu za Umírněné republikány. Od května 1894 zastával pozici ministra námořnictva ve vládě Charlese Dupuye. V lednu 1895 byl zvolen prezidentem republiky, když překvapivě porazil protikandidáta Henriho Brissona poměrem hlasů 430:361. V době jeho prezidentství vypukla Dreyfusova aféra a Francouzi kapitulovali u Fašody. Faure usiloval o sbližování Francie s Ruskem a roku 1897 vykonal státní návštěvu Petrohradu.
Faure měl pověst elegána a záletníka. Jednou z jeho milenek byla Marguerite Steinheil, manželka malíře Adolphe Steinheila. Navečer 16. února 1899 byl v její společnosti nalezen mrtev ve Stříbrném salonku Elysejského paláce. Ve francouzské veřejnosti se pak rozšířilo přesvědčení, že prezident zemřel na mrtvici v důsledku příliš divokých milostných hrátek, i když pro tuto verzi neexistují spolehlivé důkazy.
Je pohřben na Père-Lachaise, autorem jeho náhrobku je René de Saint-Marceaux.
Jeho dcera Lucie Faure-Goyau (1866–1913) byla známá charitativní činností, cestami po Blízkém východě a psaním náboženských knih.
Jean-Pierre Sinapi o Faurově životě v roce 2008 natočil televizní film La Maîtresse du président.